# Вонсович, Мартын
Мартын Вонсович (1774—?) — один из участников польского заговора в Томске.

## Биография
Родился в 1774 году. Происходил из шляхтичей Минской губернии. В Сибирь был сослан на поселение за найденные у него фальшивые ассигнации, происхождение которых он не смог объяснить. В Томске Вонсович был часовым мастером. Жил там он, ни в чём не нуждаясь, имел собственный двухэтажный дом, верхний этаж которого занимал сам, а нижний сдавал. Неоднократно наказывался плетьми за другие преступления. Так, например, он был предан суду за то, что переделал гербовую пуговицу в печать и, выгравировав на ней слово «казна», пользовался ей для разных частных дел. Его жена так же судилась за оказание сопротивления городничему во время обыска в их доме. Оба были наказаны 30 ударами плетьми за открытие у них притона карточной игры.

## Участие в заговоре
Во время следствия Вонсович рассказал, что в последних числах декабря 1813 года либо в начале января 1814 года к солдатке Шмаковой, жившей у него в доме, зашли в гости трое незнакомых на тот момент ему людей. Одним из них был польский военнопленный солдат Андрей Пионтковский, двое других — русские (в том числе и знакомый Шмаковой русский солдат Василий Оборинов). Вонсович, войдя по приглашению Шмаковой к ней в комнату и увидав там незнакомых ему солдат, спросил, зачем они пришли. Тогда Пионтковский заявил, что он его земляк и хочет с ним познакомиться. Вонсович же, в свою очередь, в резкой форме заявил, что никакого желания заводить с ним знакомство у него нет, и потребовал, чтобы они ушли и больше к нему не приходили, и те ушли. Но через дня два-три возмущённый Пионтковский вернулся к Вонсовичу с товарищем Томасом Даманским, бывшим военнопленным, который, приняв присягу на подданство России, был произведён в унтер-офицеры. Явившиеся грозили Вонсовичу за грубое отношение к пленным местью. По словам Вонсовича, он испугался и впустил их в дом.
Вскоре после этого у Вонсовича среди военнопленных поляков завелись довольно обширные знакомства. К нему заходили провести время, поиграть в карты, распивать спиртные напитки, просто повеселиться за танцами и музыкой. Часто к нему заходил играть на скрипке Барановский, а также польский солдат Конопович.
Во время застолья один из военнопленных солдат не вытерпел и, подняв рюмку с вином, высказал мысль: «Мы пьем вино твоё, а думаем о жизни нашей». Часть собеседников, отделившись от остальных, вызвала Вонсовича к двери на крыльцо. Вонсовичу сказали, что всех военнопленных разослано по Сибири около 60 тысяч человек, в Томске же всего около ста. Таким образом, Вонсович стал соучастником заговора. По словам самого Вонсовича, за отказ ему пригрозили смертью, и тогда он, опасаясь за свою жизнь, вынужден был дать своё согласие. Однако заговорщики этим не ограничились и заставили Вонсовича на коленях поклясться в верности. В случае измены он был бы повешен. Кто именно из пленных солдат заставил Вонсовича дать эту клятву, заговорщик на допросе не сказал, однако из показаний подсудимых можно предположить, что в числе лиц, уговаривавших Вонсовича, были Пионтковский и Рудницкий.
После того, как Вонсович дал согласие на участие в заговоре, заговорщиками тут же был намечен и приблизительный план ближайших действий. Прежде всего было решено, что Вонсович удалит из своего дома всех лишних людей, то есть жильцов. Эта мера была предпринята в целях конспирации.
Пленные поляки стали заходить к Вонсовичу чаще, чем раньше. Вонсовичу было велено склонять и других ссыльных к участию в заговоре. Вонсовичу сообщили, что когда придёт повеление от их руководителя, то они должны быть в полной боевой готовности. Имени этого руководителя Восовичу не сообщили, сказав лишь, что он с ним знаком.
Бенедикт Зевельт познакомил Вонсовича со ссыльным Семёном Драгочинским, которого он рекомендовал как человека, умеющего изготавливать трубы для конницы и лить пушки. По словам Вонсовича, Драгочинский подтвердил, что он действительно это умеет, а также и то, что он готов участвовать в заговоре. Позже Вонсович заказал ему две трубы, причём между ними вёлся разговор о количестве материала и денег, которые на это потребуются. Драгочинский же на допросе заявлял, что Вонсович просил его сделать драгунскую трубу, и ни о каком заговоре ему ничего было не известно.
Вонсович также завербовал старика Игнатия Тишевского, который был работником у Франциска Чернецкого. Тишевский обещал Вонсовичу набрать отряд конных ссыльных численностью до двухсот человек, но он оттягивал исполнение своего обещания под предлогом продолжительной зимы. Из допроса Тишевского следует, что Чернецкий посоветовал ему не лезть в это дело, несмотря на то, что он дал обещание.
Собирались поляки не только в питейном доме, но и у Вонсовича. Частые посещения дома Вонсовича находили самое естественное объяснение, ряд свидетельских показании доказывает, что эти посещения так именно и объяснялись, не вызывая особенных подозрений. К тому же приблизительно до апреля поляки нечасто ходили к Вонсовичу.
Вонсовичу удалось завербовать Павла Костовского, Ивана Михайловского, Василия Бубнова, Николая Должникова, Гавриила Третьякова и иностранца Свитульского. Они же, в свою очередь, старались привлечь в ряды заговорщиков других лиц. Так, Костовский якобы пригласил 15 человек, Бубнов — 8, Должников — 30, Третьяков — 15.
Для регистрации заговорщиков у Вонсовича имелась тетрадь, полученная, по его словам, от военнопленных через Барановского, который, явившись рано утром 1 мая, взял эту тетрадь у Вонсовича обратно под предлогом, что она нужна для сличения количества заговорщиков, причём Барановский советовал Вонсовичу уйти из города и скрыться на неделю или более. Лиц, которых Вонсович хотел привлечь к заговору, он иногда просто зазывал к себе домой, угощал вином, начинал разговор на интересующую его тему, почти вовсе не интересуясь, каких взглядов придерживается его собеседник. Так было с Василием Бубновым, Иваном Михайловским и почти то же самое было по отношению к Павлу Костовскому.
Михайловский в своих показаниях утверждает, что Вонсович сначала осведомился у него, католик ли он, и, получив утвердительный ответ, сразу спросил его, хочет ли тот выбраться из Сибири, и затем тут же открыто стал убеждать его присоединиться к заговорщикам. Когда Михайловский согласился, то даже Бубнов, присутствовавший при этом, упрекнул Вонсовича в излишней неосмотрительности, сказав: «Эх, Вонсович делал бы, что делаешь, а на что говорить?».

## Арест Вонсовича
30 апреля 1814 года один из томских ссыльных, Павел Костовский, сообщил отставному капитану Лобачевскому, бывшему томскому частному приставу, что некий ссыльный Мартын Вонсович попытался вовлечь его, Костовского, в противоправительственный заговор.
Когда Вонсовича пришли арестовывать, то его не оказалось дома. Данные следствия рисуют такую картину: рано утром 1 мая Вонсович был разбужен своей женой, которая сообщила ему, что пришёл его знакомый Емельян Сирин и хочет с ним поговорить по какому-то важному делу. Ради чего именно приходил Сирин, следствию так и не удалось установить, по словам же самого Сирина, он пришёл получить долг. После этого Вонсович, одевшись в сюртук, в накинутом поверх капоте, ушёл из дому, объяснив, что ему необходимо отыскать свою лошадь.
В течение четырёх дней Вонсович скитался по окрестностям Томска. Прежде всего он отправился в деревню Воронину, но, несмотря на то, что до неё было всего 14 вёрст, он появился там только в сумерках. Увидев горящие костры около леса, где местные крестьяне обжигали уголь, он пошёл на огонь. У костра Вонсович нашёл за работой двух крестьян, в одном из которых он узнал своего знакомого, Герасима Михайлова. Удовлетворяя их любопытство, он рассказал, что поехал верхом на лошади искать корову, но лошадь, сбросив его, убежала. Затем Вонсович из-за позднего времени расположился около угольной кучи ночевать вместе с крестьянами под открытым небом. Поутру он опять ушёл на поиски лошади, и только к вечеру возвратился снова в деревню Воронину. 3 мая отсюда он отправился уже дальше в деревню Посниково. По собственному признанию Вонсовича, он с утра до самого вечера бродил по снегу, весь обмок и, измученный и усталый, нашёл наконец приют у одного крестьянина, где он мог обсушиться и отдохнуть. 4 мая он был задержан. Арестованный беглец был отведён в Томск и передан казачьему караулу.
На допросах Вонсович поначалу упорно отрицал все предъявленные ему обвинения и подозрения. Но потом после долгих колебании, заплакал и, упал к ногам губернатора, осуществлявшему контроль над следствием.

## Приговор
Слушание дела началось 1 мая 1814 года и закончилось лишь 16 ноября 1817 года. Всего к суду было привлечено около 40 человек. Хотя Вонсовича согласно закону, как признанному виновным в «преступном злоумышлении и действии на вред государственный и в нарушении общественной тишины», положено было подвергнуть телесному наказанию, вырыванию ноздрей и клеймению, но высочайшим манифестом от 30 августа 1814 года ему была бы назначена ссылка в Нерчинск на вечную каторгу. Через год после снятия с Вонсовича допроса, тот отказался от своих прежних показаний. Когда же на суде его заставили их выслушать, он с грубостью отвечал: «Если судьям угодно слушать, то пускай слушают, а я слушать и знать ни о чём не хочу». Прежние свои показания Вонсович объяснял как вынужденные пристрастными допросами частным приставом Воронковым, который подвергал якобы Вонсовича пыткам. Вонсович рассказывал, что Воронков приковал его к стене короткой цепью так, что невозможно было сидеть, бил его по голове кулаками. Суд, признав все обвинения в адрес Воронкова клеветой, постановил меру наказания Вонсовичу за его новые проступки усилить и, помимо ссылки его в Нерчинск, дать ему ещё 136 ударов плетьми. Дальнейшая судьба Вонсовича неизвестна.